# 三菱重工 presents 永野芽郁 明日はどこ行こ?
『三菱重工 presents 永野芽郁 明日はどこ行こ？』（みつびしじゅうこう プレゼンツ ながのめい あすはどこいこ）は、2024年7月6日から2025年3月29日までTOKYO FMで毎週土曜 11:30  - 11:55（日本標準時）に放送されていたトーク番組である。
三菱重工業の企業CMイメージキャラクターを務めている永野芽郁にとっては6年ぶりのTOKYO FMでのパーソナリティーを担当する同番組は、毎回永野と共演した俳優やスタッフ仲間の他、永野と親交の深い各界の著名人らを原則として前後編2週間連続の形でゲストとして迎え、そのゲストの人生がぐっと動き出した瞬間、ターニングポイントについて語り合う対談コーナーの回と、随時永野のワンマントークの回があり、リスナーのターニングポイントとなった瞬間を投稿してもらうコーナーも行われていた。
なお放送終了後、当日の放送内容を各種インターネットラジオ（AuDee、Spotify、Apple Podcast、Amazon Music、radiko〈タイムフリー（会員制タイムフリー30含む）、ポッドキャストとも〉）とYouTubeでも配信され、ネットラジオ限定の未放送箇所を含めたディレクターズ・カット版も配信されていた。

## 放送内容一覧
| 回数 | ゲスト |
| ---- | --- |
| 1    | ワンマン 自己紹介 |
| 2    | ワンマン |
| 3    | ワンマン リスナーからの投書紹介 |
| 4    | 対談：今田美桜（前編） |
| 5    | 対談：今田美桜（後編） |
| 6    | ワンマン リスナーからの投書紹介 |
| 7    | 対談：米村でんじろう（前編） |
| 8    | 対談：米村でんじろう（後編） |
| 9    | 対談：Vaundy（前編） |
| 10   | 対談：Vaundy（後編） |
| 11   | ワンマン リスナーからの投書紹介 |
| 12   | 対談：青山テルマ（前編） |
| 13   | 対談：青山テルマ（後編） |
| 14   | ワンマン リスナーからの投書紹介 |
| 15   | ワンマン 近況報告 |
| 16   | 対談：平井大（前編） |
| 17   | 対談：平井大（後編） |
| 18   | ワンマン 近況報告と自らの選曲 |
| 19   | 対談：岡崎紗絵（前編） |
| 20   | 対談：岡崎紗絵（後編） |
| 21   | ワンマン 番組ジングルを作るプロジェクト |
| 22   | ワンマン |
| 23   | ワンマン |
| 24   | 対談：佐藤健（前編）永野と佐藤が共演する『映画 はたらく細胞』公開記念。永野と佐藤は、2018年度上半期に放送された連続テレビ小説の『半分、青い。』でも共演している。 |
| 25   | 対談：佐藤健（後編） |
| 26   | ワンマン 2024年の永野の回顧録 |
| 27   | ワンマン |
| 28   | 対談：ムロツヨシ（前編） |
| 29   | 対談：ムロツヨシ（後編） |